# 布拉舍瓦尼夫卡
47°3′47″N 30°9′53″E / 47.06306°N 30.16472°E
布拉舍瓦尼夫卡（烏克蘭語：Брашеванівка）是位於烏克蘭西南部的村莊，由敖德萨州贝雷济夫卡区的茲納姆揚卡市鎮負責管轄。該村始建於1820年，面積1.59平方公里，海拔高度26米，2001年人口354，人口密度每平方公里222.64人。